# Мартышка Кемпбелла
Мартышка Кемпбелла (лат. Cercopithecus campbelli) — вид приматов из семейства мартышковых.

## Классификация
Классификация вида дискуссионна. Некоторые приматологи (Grubb et al. 2003) выделяют в составе два подвида: Cercopithecus campbelli campbelli и Cercopithecus campbelli lowei, тогда как другие (Kingdon 2001, Groves 2005) выделяют Cercopithecus lowei в отдельный вид.

## Описание
Шерсть коричневая, нижняя часть тела светлее верхней. Хвост длинный, прямой. Имеет защёчные мешки, в которые складывает излишки пищи.

## Распространение
Ареал распространяется по Западной Африке от Гамбии и Сенегала к северу от реки Казаманс до реки Вольта. Мартышки Кемпбелла населяют различные типы тропических лесов, включая первичные и вторичные леса, мангровые заросли, саванны и поросшие кустарником границы сельскохозяйственных угодий.

## Поведение
Дневные животные. В рационе фрукты, листья и древесные соки. Образуют группы размером от 8 до 13 особей, защищающих свою территорию. О потомстве заботится не только мать, но и все самки из группы. Существует два типа групп, в первом один самец, гарем из самок и их потомство; во втором группе составлены исключительно из самцов. В помёте один детёныш. Исследования, проведённые в 2009 году показали, что система звуков этих мартышек одна из самых сложных в животном мире. В ней даже присутствуют зачатки синтаксического строя.